# Paul Waltman
Paul Waltman, född 6 april 1971 i Stockholm, är en svensk violinist och konsertmästare i Norrköpings symfoniorkester.
Paul Waltman erhöll sitt solistdiplom vid Kungliga Musikhögskolan 1998, har varit anställd vid Kungliga Filharmonikerna och Sveriges Radios Symfoniorkester och är sedan 2010 andre konsertmästare i Norrköpings symfoniorkester. Han framträder ofta både som solist och kammarmusiker samt som programledare i Sveriges radio och år 2008 gavs en CD ut, där han spelar musik av Korngold.
År 2017 uruppfördes av Norrköpings symfoniorkester en violinkonsert, skriven personligen för Paul Waltman av B. Tommy Andersson med Waltman som solist.